# Liste der Verwaltungseinheiten der Volksrepublik China nach dem Index der menschlichen Entwicklung
Folgende Liste sortiert die Provinzen der Volksrepublik China nach ihrem Index der menschlichen Entwicklung (Human Development Index).
Der Human Development Index ist eine Methode, den Entwicklungsstand eines Landes oder einer Region zu berechnen. Der HDI berücksichtigt nicht nur das Bruttonationaleinkommen pro Kopf, sondern ebenso die Lebenserwartung und die Dauer der Ausbildung anhand der Anzahl an Schuljahren, die ein 25-Jähriger absolviert hat, sowie der voraussichtlichen Dauer der Ausbildung eines Kindes im Einschulungsalter. Der HDI wurde im Wesentlichen von dem pakistanischen Ökonomen Mahbub ul Haq entwickelt, der eng mit dem indischen Ökonomen Amartya Sen sowie dem britischen Wirtschaftswissenschaftler und Politiker Meghnad Desai zusammenarbeitete.

## Berechnungsmethode
Ab dem Bericht über die menschliche Entwicklung 2010 werden die drei Dimensionen wie folgt berechnet:
- Lebenserwartungsindex: Lebenserwartung bei Geburt (LE)
- Bildungsindex: Durchschnittliche Schulbesuchsdauer (DSD) und voraussichtliche Schulbesuchsdauer (VSD) in Jahren
- Lebensstandard: Bruttonationaleinkommen (BNE) pro Kopf (BNEpk), KKP US$

1. Lebenserwartungs-Index (LEI) {\displaystyle ={\dfrac {{\text{LE}}-20}{85{,}0-20}}}
2. Bildungs-Index (BI) {\displaystyle ={\dfrac {{\text{DSDI}}+{\text{VSDI}}}{2}}}
2.1. Durchschnittliche-Schulbesuchsdauer-Index (DSDI) {\displaystyle ={\dfrac {{\text{DSD}}-0}{15{,}0-0}}}
2.2. Voraussichtliche-Schulbesuchsdauer-Index (VSDI) {\displaystyle ={\dfrac {{\text{VSD}}-0}{18{,}0-0}}}
3. Einkommensindex (EI) {\displaystyle ={\dfrac {\ln({\text{BNEpk}})-\ln(100)}{\ln(75000)-\ln(100)}}}

Zum Schluss wird der HDI als geometrisches Mittel aus den drei Dimensionen errechnet: {\displaystyle {\text{HDI}}={\sqrt[{3}]{{\text{LEI}}\cdot {\text{BI}}\cdot {\text{EI}}}}.}
LE: Lebenserwartung bei Geburt
DSD: Durchschnittliche Schulbesuchsdauer (Anzahl Jahre, die eine 25-jährige Person oder älter die Schule besucht hat)
VSD: Voraussichtliche Schulbesuchsdauer (Anzahl Jahre, die ein 5-jähriges Kind voraussichtlich zur Schule gehen wird)
BNEpk: Bruttonationaleinkommen pro Kopf kaufkraftbereinigt in US-Dollar

## Provinzen nach HDI

2017: HDI-Werte in China.
> 0.800
0.700 – 0.800
0.600 – 0.700
< 0.600

Alle 27 Provinzen bzw. autonomen Gebiete, die 4 regierungsunmittelbaren Städte und die 2 Sonderverwaltungszonen der Volksrepublik China nach ihrem Human Development Index von 1995 bis 2019. Zu Vergleichszwecken ist zudem ein Land mit einem ähnlichen HDI im selben Jahr angegeben. Mit einem Wert von 0,762 belegte China insgesamt Platz 85 von 189 Ländern im Human Development Index. Hohe Werte erreichten vor allem die Städte und die an der Küste liegenden Provinzen. Am wenigsten entwickelt sind die Provinzen im Inneren Chinas.
| Rang | Provinz             | HDI 1995 | HDI 2000 | HDI 2005 | HDI 2010 | HDI 2019 | Steigerung 1995–2019 | Vergleichbares Land          |
| ---- | ------------------- | -------- | -------- | -------- | -------- | -------- | -------------------- | ---------------------------- |
| ...  | Hongkong            | 0.719    | 0.780    | 0.859    | 0.890    | 0.949    | ▲ 0.230              | Vereinigtes Königreich       |
| ...  | Macau               | ...      | ...      | ...      | ...      | 0.922    | ...                  | Japan                        |
| ...  | Peking              | 0.653    | 0.731    | 0.798    | 0.836    | 0.904    | ▲ 0.251              | Griechenland                 |
| ...  | Shanghai            | 0.665    | 0.733    | 0.792    | 0.816    | 0.873    | ▲ 0.208              | Vereinigte Arabische Emirate |
| ...  | Tianjin             | 0.612    | 0.681    | 0.748    | 0.798    | 0.838    | ▲ 0.226              | Argentinien                  |
| 1    | Jiangsu             | 0.552    | 0.613    | 0.685    | 0.736    | 0.803    | ▲ 0.251              | Trinidad und Tobago          |
| 2    | Zhejiang            | 0.569    | 0.631    | 0.680    | 0.734    | 0.795    | ▲ 0.226              | Mexiko                       |
| 3    | Guangdong           | 0.570    | 0.633    | 0.691    | 0.735    | 0.793    | ▲ 0.223              | Türkei                       |
| 4    | Liaoning            | 0.566    | 0.632    | 0.685    | 0.736    | 0.774    | ▲ 0.208              | Georgien                     |
| 5    | Innere Mongolei     | 0.514    | 0.580    | 0.657    | 0.723    | 0.771    | ▲ 0.257              | Brasilien                    |
| 6    | Fujian              | 0.546    | 0.611    | 0.653    | 0.715    | 0.769    | ▲ 0.223              | Bosnien und Herzegowina      |
| 6    | Hubei               | 0.496    | 0.560    | 0.627    | 0.695    | 0.769    | ▲ 0.273              | Jordanien                    |
| 6    | Hebei               | 0.538    | 0.603    | 0.652    | 0.688    | 0.769    | ▲ 0.231              | Libyen                       |
| ...  | Chongqing           | 0.511    | 0.566    | 0.616    | 0.686    | 0.768    | ▲ 0.257              | Mongolei                     |
| 9    | Hainan              | 0.536    | 0.595    | 0.640    | 0.690    | 0.763    | ▲ 0.227              | Mongolei                     |
| 10   | Shaanxi             | 0.482    | 0.547    | 0.623    | 0.693    | 0.762    | ▲ 0.280              | Jordanien                    |
| 10   | Shanxi              | 0.521    | 0.585    | 0.649    | 0.698    | 0.762    | ▲ 0.241              | Kolumbien                    |
| 12   | Shandong            | 0.558    | 0.622    | 0.662    | 0.712    | 0.759    | ▲ 0.201              | Nordmazedonien               |
| 13   | Hunan               | 0.508    | 0.570    | 0.625    | 0.683    | 0.755    | ▲ 0.247              | Kolumbien                    |
| 14   | Jilin               | 0.551    | 0.618    | 0.659    | 0.711    | 0.749    | ▲ 0.198              | Ukraine                      |
| 15   | Henan               | 0.519    | 0.583    | 0.631    | 0.680    | 0.743    | ▲ 0.214              | Belize                       |
| 16   | Jiangxi             | 0.481    | 0.543    | 0.603    | 0.674    | 0.741    | ▲ 0.260              | Belize                       |
| 17   | Anhui               | 0.486    | 0.546    | 0.593    | 0.661    | 0.738    | ▲ 0.253              | Belize                       |
| 18   | Heilongjiang        | 0.552    | 0.612    | 0.661    | 0.700    | 0.737    | ▲ 0.185              | Kolumbien                    |
| 19   | Sichuan             | 0.493    | 0.556    | 0.587    | 0.657    | 0.734    | ▲ 0.241              | Botswana                     |
| 20   | Xinjiang            | 0.530    | 0.595    | 0.635    | 0.685    | 0.732    | ▲ 0.202              | Libyen                       |
| 21   | Ningxia             | 0.499    | 0.560    | 0.609    | 0.659    | 0.728    | ▲ 0.229              | Libyen                       |
| 21   | Guangxi             | 0.501    | 0.558    | 0.608    | 0.667    | 0.728    | ▲ 0.227              | Samoa                        |
| 23   | Yunnan              | 0.446    | 0.497    | 0.547    | 0.603    | 0.691    | ▲ 0.245              | Irak                         |
| 24   | Qinghai             | 0.454    | 0.510    | 0.579    | 0.641    | 0.689    | ▲ 0.235              | Kirgisistan                  |
| 25   | Gansu               | 0.458    | 0.519    | 0.569    | 0.629    | 0.687    | ▲ 0.229              | Bolivien                     |
| 26   | Guizhou             | 0.430    | 0.491    | 0.529    | 0.603    | 0.685    | ▲ 0.255              | Kirgisistan                  |
| 27   | Tibet               | 0.379    | 0.440    | 0.462    | 0.535    | 0.608    | ▲ 0.229              | São Tomé und Príncipe        |
|      | Volksrepublik China | 0.548    | 0.593    | 0.646    | 0.701    | 0.761    | ▲ 0.213              | Volksrepublik China          |